# طابع مسبق الإلغاء
طابع مسبق الإلغاء أو طابع ملغى مسبقاً، (بالإنجليزية: Precancel) أو ما يُعرف اختصاراً بطابع البريد الملغى سابقاً قبل لصقهُ، وهو طابع بريدي أُلغي بشكل شرعي قبل إلصاقه على قرطاسية البريد. يستعمل عدد من دول العالم الطوابع البريدية الملغاة، وعادةً ما تكون في شكل إلغاء بطبع ختم فوقي على طوابع السلسلة النهائية.

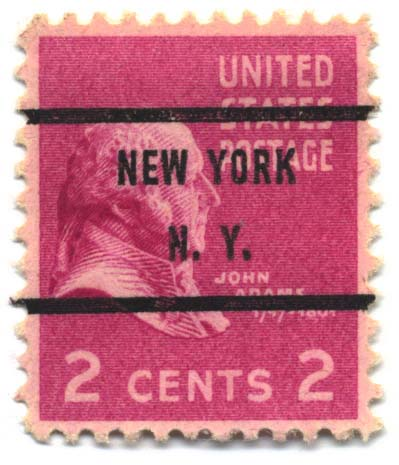
طابع بريد ملغى مسبقاً عام 1938، نيويورك، الولايات المتحدة

## الاستعمالات
عادةً ما يَستعمل الطوابع المسبقة الإلغاء مرسلو البريد بالجملة لأن ذلك يمكنهم من توفير الوقت والجهد على النظام البريدي من خلال الترتيب المسبق لاستخدام الطوابع المسبقة الإلغاء وتسليم البريد المختوم جاهزاً للفرز. عادةً ما تقدم إدارة البريد حافزاً في شكل سعر مخفض للطوابع الملغاة مسبقاً من حيث الحجم. لا يمكن لعامة الناس عادةً شراء الطوابع المسبقة الإلغاء، على الرغم من أنها غالباً ما تُشاهد في البريد اليومي.

## التاريخ
استعملت الكثير من الدول الطوابع الملغاة مسبقاً لتسهيل العمل في النظام البريدي ومن أشهرها:

### كندا
استعملت كندا الطوابع مسبقة الألغاء من عام 1889 إلى 1982. في البداية، كانت تتألف فقط من موجات وأشرطة مطبقة بأسطوانة الحبر، ولكن أضيف اسم المدينة والمقاطعة في عام 1903، على غرار ما حدث في الولايات المتحدة. في عام 1922، تغيرت السدادات المسبقة إلى ثلاثة أزواج من الأشرطة الأفقية. وفي عقد الثلاثينات من القرن العشرين، استُبدلت أسماء المدن بأرقام مقابلة: إما أربعة أرقام أو ثلاثة أرقام مسبوقة بحرف X.

### فرنسا
بدأ الاستخدام الفرنسي الواسع النطاق للطبعات الفرنسية المسبقة الإلغاء في عام 1920، مع إلغاءات تتضمن السنة والمدينة. حيث جرى إلغاء ذلك في عام 1922، لصالح طباعة فوقية قياسية في نصف دائرة مكتوب عليها AFFRANCHTS. POSTES (Affranchissements Postes).
وأصدرت الجزائر وتونس أيضًا طوابع بريدية مسبقة خلال فترة وجودهما كمستعمرتين فرنسيتين.

### إمارة موناكو
وقد أصدرت موناكو طبعات مسبقة الإلغاء منذ عام 1943، بطباعة فوقية مطابقة لتلك التي أصدرتها فرنسا.

### الأمم المتحدة
أصدرت إدارة بريد الأمم المتحدة طابعًا بريديًا واحدًا فقط، وهو طابع بريد من فئة سنت ونصف استُخدم من عام 1952 إلى عام 1959.

### الولايات المتحدة

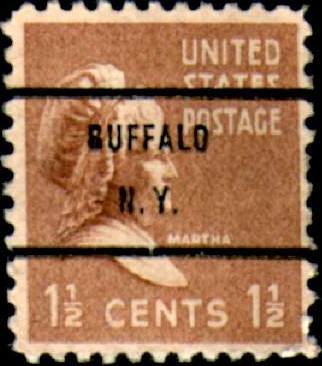
التصميم الموحد لعام 1903 مع المدينة والولاية بين خطين أفقيين. لطابع ملغي مسبقاً

كان أول استخدام للطوابع المسبقة الإلغاء (سواء في الولايات المتحدة أو على مستوى العالم) من قبل شركة هيل وشركاه، وهي شركة بريد مستقلة في الولايات المتحدة في عقد الأربعينيات من القرن التاسع عشر والتي كانت تتفوق على إدارة مكتب بريد الولايات المتحدة (POD) الباهظ الثمن. صدرت أول طوابع مسبقة الإلغاء في عام 1843 أو أوائل عام 1844 وتختلف درجة تعقيدها؛ فمعظمها كان عبارة عن رسم "خطوط مستقيمة فجة" عبر سطح الطوابع، ولكن الأمثلة من بورتسموث، نيو هامبشاير كان مكتوب عليها بختم "P / N.H." بحروف كبيرة. ولقد أُغلقت شركة هيل وشركاه، إلى جانب جميع شركات نقل البريد المستقلة الأخرى، بموجب قانون صادر عن الكونجرس عام 1845.
أجازت وزارة الدفاع الأمريكية إصدار طوابع بريدية مسبقة الإصدار في عام 1887، وأصدرت إرشادات موحدة بشأن تصميمها في مايو 1903. تنقسم الطوابع المسبقة الإصدار في الولايات المتحدة عمومًا إلى مجموعتين: المكاتب والمحلية. كانت الطوابع المحلية تُستخدم بشكل غير رسمي منذ أربعينيات القرن التاسع عشر، وكان مديرو البريد يقومون بإعدادها باستخدام الطوابع والمعدات المتوفرة لديهم. أما الطوابع المحلية فهي تلك التي صنعها مكتب النقش والطباعة، والتي بدأ استخدامها في العقد الأول من القرن التاسع عشر.
الطوابع المسبقة الإلغاء معروفة في أكثر من 20,000 بلدة في جميع الولايات الخمسين وغوام وبورتوريكو وساموا الأمريكية.

## التدريب البريدي
في أوائل القرن العشرين تقريبًا، استخدمت بعض كليات الأعمال الأمريكية طوابع بريدية ملغاة مسبقًا أو ملصقات شبيهة بالطوابع لتدريب الطلاب على التعامل مع الطوابع. كما تم استعمال الطوابع الملغاة المسبقة أيضًا لتدريب موظفي مكتب البريد في المملكة المتحدة.

## الدراسات
نُشرت جريدة بريسنسيل جازيت، وهي مجلة لهواة جمع الطوابع المسبقة الإلغاء، لأول مرة في عام 1919، ونُشر الكتاب الأسود، وهو فهرس للطوابع المسبقة الإلغاء والخاص بالطوابع الأمريكية، لأول مرة في عام 1940. وتخصصت جمعية طوابع البريد، التي تشكلت في عام 1922 من ناديين كانا موجودين سابقاً، في دراسة الطوابع المسبقة الإلغاء. وهناك عدد من الفهارس والادلة التي تسرد جميع أنواع الطوابع المسبقة الإلغاء الصادرة في البلدان التي تستعملها.

## معرض صور
- طابع ملغى مسبقاً من طوابع الولايات المتحدة من بوفالو، نيويورك
- طابع ملغى مسبقاً من منطقة قناة بنما
- طابع ملغى مسبقاً من فرنسا
- طابع ملغى مسبقاً من الجزائر
- طابع ملغى مسبقاً نادر من مدينة كيبيك
- طابع ملغى مسبقاً من بلجيكا
- طابع ملغى مسبقاً من إدارة بريد الأمم المتحدة
- طابع ملغى مسبقاً عام 1918
- طابع ملغى مسبقاً

## وصلات خارجية
- "الطابع البريدي–الفكرة والتاريخ" الموسوعة العربية